# Содружество (США)

Красным выделены четыре штата США, использующих в своих официальных наименованиях термин «Commonwealth»

Содру́жество (англ. Commonwealth) — термин, используемый в полных официальных наименованиях четырёх из 50 штатов США: Виргиния, Кентукки, Массачусетс и Пенсильвания. До 1776 года все они, полностью или частично, являлись британскими колониями — на все четыре штата оказало сильное влияние английское общее право, отразившееся в некоторых законах и общественных институтах.

## Значение
Термин «содружество» не предоставляет никакого специфического политического статуса или специфических правовых отношений штатам, его использующим. Использующие его штаты равноправны с неиспользующими. Традиционный английский термин «commonwealth» характеризует политические общества, основанные с целью достижения всеобщего блага, и используется символически, чтобы подчеркнуть, что главной задачей правительств этих штатов является всеобщее согласие и процветание. Это подчеркивает разницу с их прежним колониальным статусом перед Британской короной. Commonwealth — «общее благосостояние» или «богатство общества» — является вольным переводом латинского термина res publica (общее дело).

### Комментарии
1. ↑  ср. Commonwealth of England — название Английского государства в XVII веке, которое обычно переводят как Английская республика.